# David und Bathseba (Film)
David und Bathseba ist ein 1951 produzierter Monumentalfilm über das 2. Buch Samuel aus dem Alten Testament. Auch der Roman David von Alfred Duff Cooper, 1. Viscount Norwich diente als Inspiration.

## Handlung
David ist am Zenit seiner Macht angelangt, als er nach dem Tod von König Saul selbst Herrscher über Israel wird. Er erinnert sich zurück an eine Zeit, als er Schafhirte war, und vom Propheten Samuel auf Gottes Geheiß zum künftigen König Israels geweiht worden ist. Mit Hilfe Gottes konnte er auch den Riesen Goliath mit Hilfe einer Steinschleuder töten.
David, nun König, verliebt sich in Bathseba, eine Adelige, die jedoch mit dem Soldaten Urija verheiratet ist. Als Bathseba von David schwanger wird, lässt dieser Urija auf dem Schlachtfeld töten. Der Prophet Nathan prophezeit daraufhin, dass es künftig in Davids Haus zu großen Kriegen kommen wird.

## Entstehung und Veröffentlichung
| Figur       | Darsteller              | Deutscher Sprecher  |
| ----------- | ----------------------- | ------------------- |
| König David | Gregory Peck            | Wolfgang Lukschy    |
| Bathseba    | Susan Hayward           | Carola Höhn         |
| Nathan      | Raymond Massey          | Walter Holten       |
| Urija       | Kieron Moore            | Paul Klinger        |
| Abischai    | James Robertson Justice | Bum Krüger          |
| Michal      | Jayne Meadows           | Eleonore Noelle     |
| Ira         | John Sutton             |                     |
| Joab        | Dennis Hoey             | Wolfgang Eichberger |
| König Saul  | Francis X. Bushman      | Rudolf Reiff        |
| Samuel      | Paul Newlan             |                     |
| Goliath     | Walter Talun            |                     |

Die Dreharbeiten des Films fanden zwischen November 1950 und Februar 1951 in und um Nogales im US-Bundesstaat Arizona statt. In den USA feierte der Film am 10. August 1951 Premiere. In Westdeutschland kam der Film am 19. Februar 1952 in die Kinos, in Österreich erst im Dezember 1952. Die Einnahmen des Films weltweit betrugen rund 7 Millionen Dollar.

## Rezeption
David und Bathseba erhielt ein gutes Presseecho. So erfasst der US-amerikanische Aggregator Rotten Tomatoes 60 % wohlwollende Besprechungen und ordnet den Film dementsprechend als „Frisch“ ein.

„Alttestamentliche Liebesromanze in einem eher nüchternen als abenteuerlichen monumentalen Ausstattungsfilm.“

Der Film erwies sich bei der Oscarverleihung 1952 als großer Verlierer. Er war in folgenden fünf Kategorien nominiert, ging jedoch leer aus.
- Bestes Szenenbild: Lyle R. Wheeler, George W. Davis, Thomas Little, Paul S. Fox
- Beste Kamera: Leon Shamroy
- Bestes Kostümdesign: Charles Le Maire, Edward Stevenson
- Beste Filmmusik: Alfred Newman
- Bestes Originaldrehbuch: Philip Dunne

Regisseur Henry King wurde 1952 auch in der Kategorie Beste Regie eines Spielfilms für einen Directors Guild of America Award nominiert, musste sich jedoch George Stevens und dessen Regie für Ein Platz an der Sonne geschlagen geben.